# Legacy of Kain: Soul Reaver
Legacy of Kain: Soul Reaver è il secondo videogioco della serie di Legacy of Kain, comprendente cinque titoli che hanno per oggetto le vicissitudini del vampiro Kain nella terra di Nosgoth. Questo episodio è incentrato sulla figura di Raziel, luogotenente di Kain.
Dal 2 marzo 2011 è possibile scaricare, in lingua italiana, Legacy of Kain: Soul Reaver per PlayStation 3 e PlayStation Portable tramite PlayStation Network, e dal 2024 è possibile acquistare Legacy of Kain: Soul Reaver 1 & 2 Remastered per Nintendo Switch, PlayStation 4, PlayStation 5, Xbox One, Xbox Series X/S e Pc.

## Trama

### Premessa
La vicenda narrata, come per il precedente Blood Omen, si svolge nella terra di Nosgoth, storicamente legata ad un potente incantesimo protettivo scaturito da un complesso monumentale conosciuto come "I Pilastri"; ognuno di essi, ben nove in totale (Equilibrio, Morte, Tempo, Mente, Conflitto, Stato, Natura, Dimensione ed Energia), sono presidiati da un rispettivo Guardiano, collettivamente conosciuti come "Il Cerchio dei Nove". Da come si apprende dal precedente titolo, diversi secoli prima il Cerchio fu vittima di un brutale eccidio da parte di un potente vampiro, Vorador, in cerca di vendetta per l'assassinio del suo signore Janos Audron, causandone così l'inesorabile decimazione. Con la stabilità del Cerchio poi definitivamente compromessa dall'assassinio della Guardiana dell'Equilibrio Ariel, Nosgoth entra in una letale sprirale di decadenza e terrore, a cui soltanto il rinnovo generazionale del Cerchio può recar rimedio; a questo scopo, il nobiluomo Kain, tramutato in vampiro dopo la propria morte dal Guardiano della Morte Mortanius, entra in scena con il compito di uccidere quelli superstiti e far così reiniziare il ciclo di successione. Con tutti i superstiti Guardiani giustiziati dalla lama del vampiro, Kain, resosi conto di essere stato designato da umano come Guardiano dell'Equilibrio, anziché adempiere fino alla fine la propria missione, decide di restare in vita come vampiro, condannando così Nosgoth al suo destino, e da lì in poi regnare incontrastato su quelle terre.

### Sinossi
Il gioco inizia con un prologo narrato da Raziel, uno dei luogotenenti, oltreché braccio destro, del temibile Kain, attraverso il quale racconta come egli, assieme ai suoi fratelli Melchiah, Zephon, Rahab, Turel e Dumah, fosse stato a capo della vasta orda di vampiri che, seguendo il volere del loro signore, misero in ginocchio l'intera Nosgoth. Tuttavia, un giorno Raziel sperimentò per primo, tra i suoi sodali vampiri, un drastico mutamento fisico: un enorme e maestoso paio di ali da pipistrello. Essendosi dunque evoluto in tal modo, Raziel si trovò a trasgredire involontariamente la ferrea struttura sociale secondo la quale unicamente Kain, sovrano di tutti i vampiri, dovesse essere il primo a sperimentare evoluzioni e grandi cambiamenti fisici. Presentatosi al suo cospetto facendo manifesto sfoggio del suo nuovo dono, Raziel subisce l'iracondo castigo di Kain; dopo essere stato privato delle sue ali, letteralmente strappate a mani nude dallo stesso Kain, viene da questi esiliato e gettato nel Lago dei Morti, un enorme vortice marino naturale. Dopo un lungo ed imprecisato periodo di tempo trascorso tra indicibili agonie nelle acque del Lago, Raziel si risveglia nelle profondità notevolmente sfigurato nell'aspetto e nel fisico. Qui entra in diretto contattato con una misteriosa entità dall'aspetto quasi lovecraftiano, il Dio Anziano.
Sfruttando il profondo rancore che il provato vampiro nutre nei confronti di Kain, il Dio Anziano lo convince che quest'ultimo, avendo barbaramente distrutto l'Equilibrio, ha conseguentemente compromesso la sua Ruota del Destino, ovvero l'eterno ciclo di nascita, morte e purificazione che tutte le anime compiono, costringendole così a restare imprigionate in una sorta di limbo. L'obbiettivo di Raziel e del Dio Anziano è dunque lo stesso: la morte di Kain. In seguito a questa discussione, il Dio Anziano spiega a Raziel come egli si trovi in una dimensione chiamata Regno Spettrale e di come la sua discesa nel Lago abbia cambiato alcune sue qualità: la sete di sangue tipica dei vampiri è stata ora completamente rimpiazzata dalla sete di anime tipica degli spettrali esseri noti come wraith, le sue ali, ridotte ormai a semplici brandelli, possono permettergli di planare, nel Regno Spettrale l'acqua non lo danneggia ed egli può ritornare nel Regno Materiale tramite degli speciali portali.
Tornato per la prima volta nel Regno Materiale, Raziel scopre di aver trascorso nel Regno Spettrale interi secoli: la gloria dei vampiri era ormai divenuta un remoto passato, con i vari clan ormai confinati nei più remoti angoli di Nosgoth e la stessa terra di Nosgoth ormai nella più completa rovina; Raziel è più che deciso a porre fine a tutto ciò, uccidendo Kain e riportando conseguentemente l'Equilibrio con il ripristino degli antichi Pilastri. Per prima cosa, quindi, si reca al Santuario dei Clan, dimora di Kain. Lo trova in rovina e totalmente inaccessibile.
Rivelatosi quindi necessario trovare un'altra via per accedervi, Raziel decide di recarsi ad ovest del Santuario, per accertarsi del destino dei propri sudditi, i Razielhim: giunto nelle proprie terre, egli constata con sgomento che tutta la sua gente è stata completamente annientata dalle milizie di Kain. Si indirizza quindi verso il Clan del suo primo fratello, Melchiah. Qui trova che la sua progenie è costretta non solo ad ingerire il sangue delle vittime per sopravvivere, ma anche la loro carne. Questo è principalmente dovuto al fatto che Melchiah era stato l'ultimo luogotenente creato da Kain e quindi il più debole. Trovato il fratello, ridotto ad un'informe creatura dall'aspetto vagamente gasteropode, Raziel lo uccide ed ottiene il dono di attraversare le grate di ferro: ora può finalmente accedere al Santuario dei Clan.
Entrato nel Santuario e recatosi nel luogo dove sono ubicati i Pilastri, incontra Kain che, sfoderata la sua leggendaria spada, la "Mietitrice d'Anime", lo attacca. Il duello tra i due termina quando Kain riesce a sferrare un temibile fendente al corpo di Raziel: la lama, infatti, al momento del contatto si spacca in due parti. Ma paradossalmente Kain nutre un senso di gioia in questo risultato, mentre Raziel, stremato dallo scontro, fa ritorno nel Regno Spettrale, dove decide di brandire la lama (anch'essa spettrale) della Mietitrice d'Anime, che si fonde col suo stesso braccio destro. A differenza di quanto avviene nei successivi capitoli della saga, Raziel può usare la lama spettrale nel Regno Materiale solo in piena salute. Ad ogni modo, nel Regno Spettrale incontra anche lo spirito della defunta Guardiana dell'Equilibrio Ariel, che vaga presso i Pilastri e che lo esorta ad uccidere Kain per ristabilire l'Equilibrio.
Tornato nel Regno Materiale, Kain risulta volatilizzatosi e Raziel decide così di recarsi dal fratello Zephon, nella Cattedrale Silenziosa ad est del Lago dei Morti. Nella Cattedrale, un tempo baluardo degli umani contro la razza vampirica, Raziel incontra prima la progenie di Zephon, costretta ad evolversi creando dei bozzoli, ed infine riesce ad incontrare il suo stesso fratello, divenuto un grottesco ibrido tra un vampiro ed un gigantesco ragno. Dopo averlo ucciso, Raziel ottiene l'abilità di scalare alcune pareti nel Regno Materiale. Su consiglio del Dio Anziano, si dirige quindi a nord dei Pilastri.
A Nord dei Pilastri, Raziel rinviene le tombe dei Sarafan: secoli prima della nascita di Kain, un ordine di monaci guerrieri, i Sarafan per l'appunto, sotto il comando del leggendario Guardiano del Conflitto Malek il Paladino, avevano indetto una brutale crociata contro i vampiri, guidati al secolo da Vorador. Leggendo i nomi dei comandanti Sarafan posti sulle tombe, scopre quindi che lui stesso e i suoi fratelli erano stati, da umani, comandanti Sarafan e che Kain aveva infuso in loro, una volta morti, il Dono Oscuro dei vampiri, rendendoli suoi fedeli servitori. Dopo aver appreso le sue origini, Raziel combatte contro Morlock, vampiro guardiano delle tombe e ottiene da lui il dono del proiettile telecinetico, ovvero la capacità di sparare una sfera di energia direttamente dalla lama spettrale della Mietitrice. Parte poi verso Nord, alla volta dell'Abbazia Sommersa, territorio di Rahab.
Anche l'Abbazia, come la Cattedrale Silenziosa, era stata un tempo una roccaforte contro i vampiri. Ora è divenuta sede del clan di Rahab, vulnerabile alla luce del sole ma, a dispetto del resto dei vampiri, divenuto invece totalmente invulnerabile all'acqua. Dopo aver ucciso Rahab, divenuto ormai una sorta di creatura marina, Raziel riceve il dono dell'invulnerabilità dall'acqua. Sempre su invito del Dio Anziano, si reca ancora più a Nord per incontrare il fratello Dumah.
Giunto nella fortezza di Dumah, Raziel non trova nessun vampiro in vita e scopre che il clan del fratello è stato sterminato da un assalto di un gruppo di cacciatori di vampiri. Essi riuscirono facilmente ad annientare il clan di Dumah poiché egli, fin troppo fiducioso nei riguardi dell'enorme forza e resistenza sue e della sua stessa progenie, non badò a difendersi adeguatamente e, pertanto, fu completamente sbaragliato da un assalto umano. Giunto alla sala del trono di Dumah, un'imponente figura bipede corazzata, Raziel lo trova trafitto da svariate lance: dopo aver liberato il suo corpo dal giogo di quelle armi, Dumah ritorna quindi in vita ma ben presto viene ucciso da Raziel, che ottiene il dono di avvolgere nemici e oggetti (questa abilità scompare negli episodi successivi del gioco).
Raziel è poi indirizzato alla Caverna dell'Oracolo, dove avvenne per la prima volta il fatidico incontro tra Kain ed il Guardiano del Tempo Moebius. Facendosi strada tra le varie stanze della Caverna, Raziel ha modo di constatare come tutto ciò da lui patito fino a quel momento fosse già scritto nel destino, notando con sgomento come, nel suo futuro, sia inoltre previsto l'"uccisione" del fantasma di Ariel per mano sua. Entrato infine nella camera della Macchina Tessitrice del Tempo, Raziel trova ad aspettarlo pazientemente Kain che, dopo un enigmatico discorso sui misteri del fato e sui loro relativi ruoli all'interno del suo più vasto mosaico, ingaggia una cruenta battaglia col suo ex-luogotenente,  configurando nel mentre la Macchina affinché ritorni in funzione. All'apice dello scontro, infatti, si attiva un varco temporale, dentro il quale Kain vi si tuffa prontamente, subito seguito da Raziel, il quale si ritrova in un luogo e tempo a lui sconosciuti, dove è accolto come un eroico salvatore e messia da Moebius.

## Modalità di gioco
Il gameplay in Soul Reaver si basa molto sul passaggio tra i due piani di esistenza: il Regno Materiale e il Regno Spettrale. Sebbene l'interazione con l'ambiente è molto limitata nel Regno Spettrale, il passaggio a tale piano di esistenza è spesso essenziale per proseguire nel gioco, che permette di passare attraverso l'acqua come fosse aria e superare sbarre metalliche, inoltre alcune sporgenze e costruzioni si deformano in questo regno, permettendo al giocatore di trovare un accesso per proseguire nel suo viaggio. Viceversa si può interagire con blocchi di pietra, porte e interruttori solo nel Regno Materiale, inducendo così il giocatore a esplorare entrambi i piani.
Il combattimento include l'utilizzo di alcune differenti combinazioni di attacchi per poi usare il colpo finale. Umani e nemici spettrali possono venire uccisi colpendoli con armi o con gli artigli di Raziel, a differenza dei vampiri che devono essere prima colpiti fino a portarli in uno stato di stordimento e poi essere distrutti impalandoli, spingendoli contro fonti di luce, d'acqua o bruciandoli col fuoco. Dopo essere morti i nemici rilasciano un'anima che il giocatore può divorare per recuperare vita (anche senza affrontare nemici Raziel nel Regno Materiale perde continuamente vita). Dopo aver ottenuto la Mietitrice d'Anime, la salute di Raziel non scenderà più finché avrà in mano la lama, ma appena subisce un danno essa viene persa e Raziel deve recuperare tutta la barra della vita per poterla rievocare. I nemici di Raziel sono raggruppabili in umani, creature spettrali e, più comunemente, vampiri. Gli umani includono cittadini, cacciatori di vampiri e adoratori dei vampiri. Nel Regno Spettrale il giocatore affronta dei nemici minori, gli Sluagh, oltre alle anime di vampiri morti, molto più aggressive. I vampiri nemici infine hanno poteri diversi caratteristici della loro stirpe, che ricordano quelli del capostipite del clan.
All'inizio del gioco si ha la capacità di saltare, planare usando le ali strappate di Raziel, aggrapparsi alle sporgenze, muovere blocchi, attaccare e scagliar via i nemici. Inizialmente Raziel è disarmato e per combattere utilizza i suoi artigli, può però usare vari tipi di armi che trova in giro come pietre, torce, lance e bastoni, e infine la Mietitrice d'Anime. Raziel è inoltre capace di spostarsi dal Regno Materiale a quello Spettrale in qualsiasi momento, ma per poter tornare nel Regno Materiale è necessario avere la barra della salute piena, e trovare uno specifico portale. Inoltre si finisce anche automaticamente nel Regno Spettrale quando Raziel perde tutta la vita. Più avanti nel gioco si ottengono nuove abilità: attraversare le grate nel Regno Spettrale, scalare alcuni tipi di muri nel Regno Materiale, nuotare (rimuovendo così la vulnerabilità all'acqua di Raziel, che comportava il discioglimento del suo corpo fisico e l'immediato ritorno al Regno Spettrale), e comprimere i nemici e gli oggetti con la telecinesi. Nel gioco si possono trovare inoltre anche dei glifi magici che permettono di portare un attacco a interi gruppi di nemici in una sola volta in cambio di energia magica.

## Sviluppo
Inizialmente i produttori avevano in mente di fare di Soul Reaver il capitolo conclusivo della saga. Il gioco infatti presentava delle differenze abbastanza importanti. Alla fine queste parti furono tagliate e modificate.
Amy Hennig, direttrice della saga, in un'intervista rivela il taglio apportato a Soul Reaver dicendo quanto segue: "Nei nostri piani, Raziel doveva stanare e distruggere tutti i suoi fratelli così come Kain – dopodiché utilizzando le sue nuove abilità, avrebbe dovuto attivare l'organo sopito della Cattedrale del Silenzio per spazzare via tutti i vampiri di Nosgoth con un'ondata sonica. Solo allora avrebbe realizzato di essere stato per tutto il tempo la pedina del Dio Antico, che la caccia ai vampiri ha avuto conseguenze devastanti e che l'unico modo per sistemare le cose è quello di utilizzare la clessidra di Moebius per tornare indietro nel tempo e alterare la storia (nel sequel).
Quindi la storia sarebbe stata simile, ma avrebbe seguito un percorso differente. Alla fine, per quanto io abbia odiato la sua schiettezza, il “Continua…” alla fine di Soul Reaver probabilmente si è rivelato una fortuna nella sfortuna, perché credo che abbia aperto degli sbocchi di storia più interessanti per i sequel."